# Fernando López Roda
Fernando López Roda (Tarazona, Zaragoza, 1810 - ¿?) fue político, abogado y juez español del siglo xix.

## Reseña biográfica
Nacido en Tarazona, en 1810. Obtuvo el título de abogado en 1831 y fue nombrado juez en 1837.
Como Magistrado obtuvo múltiples destinos a lo largo de su carrera.
Fue Jefe Superior de Administración Civil.
Del 9 de febrero al 7 de junio de 1876 fue Presidente de la Diputación Provincial de Zaragoza. Fue nuevamente elegido por unanimidad en la sesión de 2 de enero de 1867. Fue reelegido en la elección de 17 de agosto, ejerciendo hasta el 2 de octubre de 1968.

## Condecoraciones
- Caballero de la Real Orden de Carlos IlI.[5]
- Caballero de la Real Orden de Isabel la Católica.[5]
- Individuo de la Real Academia de San Fernando.[5]